# Megachile fullawayi
Megachile fullawayi är en biart som beskrevs av Cockerell 1914. Megachile fullawayi ingår i släktet tapetserarbin, och familjen buksamlarbin. Inga underarter finns listade i Catalogue of Life.